# Trójkąt Keplera

Trójkąt Keplera

Konstrukcja trójkąta Keplera

Trójkąt Keplera – trójkąt prostokątny, w którym długości boków tworzą ciąg geometryczny. Stosunek długości boków trójkąta Keplera jest powiązany ze złotym podziałem {\displaystyle \varphi ={\frac {1+{\sqrt {5}}}{2}}.} Kwadraty długości boków tego trójkąta (patrz ilustracja) są w ciągu geometrycznym zgodnie ze złotym podziałem.
Trójkąt, którego długości boków są w stosunku {\displaystyle 1:{\sqrt {\varphi }}:\varphi }, jest trójkątem prostokątnym (ponieważ {\displaystyle 1+\varphi =\varphi ^{2},} więc {\displaystyle (\varphi )^{2}=({\sqrt {\varphi }})^{2}+(1)^{2}}).
Johannes Kepler po raz pierwszy wykazał, że w trójkącie tym stosunek długości krótszego boku i długości przeciwprostokątnej jest równy złotemu podziałowi. Trójkąty Keplera łączą dwie kluczowe koncepcje matematyczne – twierdzenie Pitagorasa i złoty podział.
Miał on stwierdzić, że:
Geometria ma dwa wielkie skarby: jednym z nich jest twierdzenie Pitagorasa, a drugim podział odcinka w złoty sposób; pierwszy z nich możemy porównać do złota, a drugi do drogocennego klejnotu.
W październiku 1597 roku w liście do swojego byłego profesora Michaela Mästlina opisał sposób konstrukcji trójkąta: 
Jeśli na odcinku, który jest podzielony według złotej proporcji, konstruuje się trójkąt prostokątny, tak że kąt prosty znajdzie się na prostopadłej wychodzącej z punktu podziału, wówczas krótsza przyprostokątna będzie równa dłuższej części podzielonego odcinka.
Niektóre źródła podają, że trójkąt o wymiarach zbliżonych do trójkąta Keplera można rozpoznać w Wielkiej Piramidzie w Gizie. W połowie XIX wieku (w 1855 roku) piramidolog Friedrich Röber badał różne piramidy egipskie, m.in. Chefrena, Mykerinosa, niektóre z Gizy, Sakkary i Abusiru. Zauważył, że połowa długości podstawy piramidy wynosi połowę długości boku, tworząc trójkąt rozpoznany przez innych badaczy jako trójkąt Keplera.